# Gladomor
Gladomor (ukrajinsko Голодомор, Golodomor, v drugih jezikih pogosto prečrkovano tudi kot Holodomor) je bila velika, množična, s strani vodstva KPSZ in vlade SZ namenoma organizirana lakota v letih 1932–1933, ki je terjala življenja več milijonov prebivalcev Ukrajinske socialistične sovjetske republike (ozemlje današnje Ukrajine razen sedmih zahodnih oblasti, ki so tačas pripadale II. republiki Poljski, Krima in južne Besarabije) ter regije Kuban v Ruski SFSR, ki je bila v tistem času še večinoma ukrajinska. Gladomor so povzročili zavestni in namenski ukrepi višjega vodstva SZ in Ukrajinske SSR na čelu s Stalinom, čigar cilj je bila zadušitev ukrajinskega narodoosvobodilnega gibanja in fizično uničenje dela prebivalcev ukrajinskega podeželja.
Načrtna zaplemba celotnega pridelka žit in vseh drugih živilskih izdelkov s strani predstavnikov sovjetskih oblasti v letih 1932–1933 je neposredno privedla k smrti od lakote milijonov kmetov. Pri tem so v času gladomora sovjetske oblasti razpolagale z znatnimi zalogami žit in so nadaljevale njihov izvoz v velikih količinah v tujino, prepovedale in onemogočile pa so odhod stradajočih ljudi iz Ukrajine in odklonile pomoč, ki so jo prizadetim nudile tuje države. Čeprav so dejanja predstavnikov Stalinove vlade, ki so povzročila gladomor, po takratni sovjetski kazenski zakonodaji pomenila kaznivo dejanje umora, vzroki tega množičnega zločina niso bili v SZ nikoli raziskani in nihče od odgovornih vladajočih ni bil nikoli kaznovan.
Sovjetska vlada je več desetletij vodila politiko zanikanja gladomora, prikrivala in poneverjala dokaze ter tudi prepovedala njegovo omenjanje v javnosti. Gladomor so zanikali tudi nekateri zahodni novinarji in intelektualci, politiko zanikanja in dezinformiranja pa danes nadaljuje Rusija.
Triintrideset držav, vključno s Slovenijo in EU, je uradno priznalo gladomor za genocid ukrajinskega naroda. 
Po raziskavi javnega mnenja iz leta 2010, je 60 % državljanov Ukrajine štelo gladomor za genocid, 25% pa se s tem ni strinjalo. Ukrajinski parlament je leta 2003 poimenoval, leta 2006 pa uradno opredelil gladomor kot genocid ukrajinskega naroda. Leta 2010 je bila zaključena sodna obravnava kazenske zadeve kaznivega dejanja genocida. Sodišče je spoznalo za krive sedem najvišjih predstavnikov oblasti SZ in Ukrajinske SSR, in sicer generalnega sekretarja Centralnega komiteja KPSZ Josipa Stalina, sekretarja CK KPSZ Lazara Kaganoviča in Pavla Postiševa, vodjo Narodnega komiteja SZ Vjačeslava Molotova, generalnega sekretarja CK Komunistične stranke Ukrajine Stanislava Kosjora, drugega sekretarja CK KSU Mendelja Hatajeviča in vodjo Narodnega komiteja Ukrajinske SSR Vlasa Čebara, ter na podlagi znanstvenega in izvedenskega demografskega mnenja ugotovilo, da znaša skupno število človeških žrtev gladomora 3 milijone 941 tisoč ljudi.

## Vzroki in priprava gladomora

### Ozadje in preddogajanje
Iz dokumentov, ki jih danes poznamo (zlasti) sledi, da je bil namen lakote, zavedno organizirane s strani vodstva sovjetske Rusije (od 30. decembra 1922 Sovjetska zveza) prav uničenje Ukrajincev. Lakoto so organizirali na vsem ukrajinskem etničnem ozemlju v sestavi SZ in ne samo znotraj meja Ukrajinske SSR, torej tudi v večinsko ukrajinski regiji Kuban, ki je bila priključena neposredno Ruski SFSR. Pripravljalni ukrepi in odkrito ropanje ukrajinskih kmetov s pomočjo vojske se je začelo že leta 1920, takoj potem, ko je Rdeča armada zavojevala Ukrajino. Prva organizatorja in nadzornika teh dejanj sta bila Vladimir Iljič Uljanov (Lenin) in Lejba Bronštejn (Lev Trocki).
Leta 1930 je generalni sekretar Centralnega komiteja KPSZ Josip Stalin sprožil nov val kolektivizacije kmetijstva v SZ. Aprila istega leta je bil sprejet Zakon o dostavi žit, v skladu s katerim so morali kolhozi (kolektivne kmetije) državi oddajati od četrtine do tretjine pridelka žit. Medtem so zaradi velike gospodarske krize cene živil na Zahodu krepko padle. Sovjetska zveza je bila na pragu ekonomske krize, dolgoročnih posojil pa ni mogla nikjer dobiti, ker ni bila pripravljena priznati in prevzeti dolgov Ruskega imperija. Potrebne tuje valute so se odločili pridobiti s povečanjem prodaje živil, zaradi česar so nerealistično povečali načrtovane količine pridelanih žit. Kolhozom so začeli odvzemati skoraj ves pridelek, kar je kmete spodbujalo k temu, da so se odpovedali delu na njivi, in je povzročilo množično nenadzirano urbanizacijo. Za preprečevanje tega pojava so decembra leta 1932 v SZ uvedli notranje potne liste.
Zaradi tega so prehrambene razmere na ukrajinskem podeželju postajale vse težje. Zaradi odvzemov živil, pridelanih leta 1931, ki so trajali vse do pomladi 1932, je v nekaterih regijah Ukrajine prišlo do lakote, od katere je umrlo skoraj 150 tisoč kmetov. Lakota je trajala, vse dokler niso leta 1932 spravili novega pridelka.
Med tem je zaradi naraščajočega pritiska na kmete nastalo kmečko odporniško gibanje. Po podatkih Generalnega državnega tožilstva Ukrajine je samo med 20. februarjem in 2. aprilom 1930 v Ukrajini prišlo do več kot 1716 množičnih protestov, od katerih so 15 opredelili kot »široke oborožene vstaje proti sovjetski oblasti«. Protesti so potekali pod gesli Vrnite nam Petljuro!, Živela samostojna Ukrajina!, Dol s Sovjetsko zvezo!, Podredite si svobodo nekoga drugega, dol komunizem!.
Sovjetska oblast se ni vživela v Ukrajini. Vodstvo SZ je to razumelo. Na partijskih sestankih v začetku leta 1930 je vodja Komunistične stranke Ukrajine Kosjor izjavil:
Kmetje so ubrali novo taktiko. Nočejo spravljati pridelka. Želijo, da bi zrno zgnilo, da bi koščena roka lakote zadavila sovjetsko oblast. Pokazali jim bomo, kaj je to lakota. Vaša naloga je pokončati kulaško sabotažo pridelave. Žito morate odvzeti vse do zadnjega zrna, kolikor ga imajo shranjenega v jamah. Moramo jih prisiliti, da odprejo svoje jame.
To je razumel tudi Stalin. V pismu Kaganoviču z 11. avgusta 1932 je napisal:
Če se ne bomo lotili reševanja položaja v Ukrajini sedaj, lahko Ukrajino izgubimo… Zastaviti si [moramo] cilj, da bi Ukrajino v najkrajšem možnem roku preobrnili v pravo trdnjavo SZ, v zares zgledno republiko. Denarja za to [nam] ne bi smelo biti žal.
Tako si je sovjetsko vodstvo zastavilo dva cilja. Prvič, nagnati kmete v kolhoze in povečati pridelke, in drugič, zadušiti razredno in nacionalno odporniško gibanje, ki je zaradi ukrajinizacije javnega življenja v republiki dobilo nov zagon.
Kljub pričakovanjem sovjetskih oblasti kolektivizacija kmetijstva ni privedla do takojšnjega povečanja pridelkov, temveč je na podeželje pripeljala kaos, ki je prispeval k zmanjšanju količine odkupljenih žit. K temu so prispevali tudi prejšnji odvzemi žit, saj v nekaterih kolhozih niso imeli dosti zrna za setev, da bi lahko spravili dovolj veliko, z dekreti predpisano letino. Oblasti so za to obtožile kmete, češ da pridelana zrna skrivajo.

### Začetek represij
Ko so se poleti 1932 zaradi novih odvzemov živil med razlaščenimi kmeti spet pojavili prvi znaki lakote, je bil 7. avgusta 1932 objavljen sklep Centralnega izvršilnega komiteja SZ »o zaščiti premoženja državnih podjetij, kolhozov in zadrug ter o krepitvi javne (socialistične) lastnine«, znan tudi pod poljudnim imenom Zakon o petih klasih. Po njem se je tatvina živil s kolhozov kaznovala s smrtjo ali z zaporom najmanj 10 let. Zakon o petih klasih je kmetom, ki so jim že prej bili odvzeli zemljo, prepovedoval tudi kakršno koli razpolaganje z živili, ki so jih sami pridelali. V poldrugem letu so po tem zakonu obsodili dobrih 125 tisoč ljudi.
Pregled 20 tisoč kazenskih zadev je pokazal, da je bilo med obsojenimi kar 83 % delavcev kolhozov ali kmetov-posameznikov in samo 15 % bogatih kulaških elementov, torej je bil zakon uporabljen predvsem zoper kmete, ki so bili prisiljeni za reševanje svojih otrok pred smrtjo od lakote odnesti s polja domov kilogram ali dva zrn, ki so jih sicer sami pridelali.

### Rešitelji ljudi pred lakoto
V Sovjetski zvezi je bila pomoč stradajočim obravnavana kot »sočutje do sovražnikov ljudstva«, kar je bilo po 131. člen ustave iz leta 1936 nezakonito. Zato so dobrodelne akcije potekale na skrivaj, brez večje publicitete. Vseeno je znanih vsaj 144 različnih oseb, ki so ljudi reševali pred gladomorom.
Ena izmed oseb, ki je ljui reševala pred lakoto je bila Lukija Stačenko (29. avgust 1879 – 21. oktober 1973), ki je kljub nevarnosti za njeno lastno življenje s strani NKVD omogočila preživetje večjemu število ljudem v bližnjih vaseh s peko kruha iz različnih rastlin in celo drevesnega lubja.